# The King of Fighters XII
The King Of Fighters XII é a continuação de uma das séries de jogos de luta mais famosa em todo o mundo. A SNK Playmore abandonou o sistema Atomiswave e esta moveu suas franquias mais populares de jogos para o Taito Tipo X2 Arcade System. Além de KoF XII, KoF: MI e o novo jogo em 3D de Samurai Shodown serão lançados sob este novo sistema de arcade.
É o decimo segundo jogo da série The King of Fighters e o terceiro jogo não-canônico à série, ou seja, não tem parte na sequência real da história da série. Reúne 20 lutadores, que estiveram presentes nos jogos iniciais, os quais dividem-se em trios e lutam entre si. O jogo teve péssima aceitação por conta da falta de história, finais para os personagens e poucos personagens disponíveis.

## Desenvolvimento
O jogo sofreu uma completa reformulação gráfica por Nona, o desenhista dos finais de KoF XI. Todos os sprites utilizados nos jogos anteriores por mais de 10 anos foram abandonados. Os programadores informaram que sua intenção é a de criar o "último jogo em 2D". Nona disse isso mais uma vez em 2006, na festa de Final de ano de KOF, chamada "The King Of Fighters Year End Party 2006", acontecida sempre em Tóquio.
O Gerente da SNK Overseas, Yoshihito Koyama, revelou que o jogo vai ser "3D misturado com 2D". Esta situação levou à especulação que o jogo poderia utilizar "cell-shading" para dar ao jogo um visual em 3D.
Recentemente, foi revelado na "AOU 2008" que KoF XII usará sprites 2D em cenários 3D, como em KoF XI, KoF 2002, KoF 2003 e KoF NW (para PS2, X-Box e Arcade).
Em 14 de fevereiro de 2008, a Arcade Operators Union Amusement Expo (AOU) 2008, mostrou em um pequeno vídeo os cenários, bem sombreados, personagens muito maiores e com expressões visíveis, a alta resolução. Apresenta efeitos de muita luz nos golpes especiais e, inicialmente, músicas e vozes destacadas. As filmagens também revelaram a presença de Benimaru Nikaido, Athena Asamiya e Kim Kaphwan.
No dia 18 de setembro de 2008, no evento Amusement Machine Show, Masaaki Kukino, diretor de produção do jogo, anunciou que o jogo será lançado para os arcades japoneses em abril de 2009. Neste evento, uma versão beta do jogo estava disponível para os jogadores lá, contando com 11 personagens jogáveis. Kukino também deu algumas informações sobre o desenvolvimento dos gráficos de KoF XII, o que inclui o fato de as redesenhadas sprites terem o equivalente a 4 vezes o tamanho das sprites dos jogos anteriores da série e o de cada personagem possuir de 400 a 600 padrões de sprite, tendo sido cada uma delas desenhada a mão. Também comentou o sistema do jogo, revelando que ele terá de volta o sistema que foi deixado de lado a partir do The King of Fighters 2002 na série principal, o de rounds sem o esquema de trocar de personagem durante a luta.

## Personagens confirmados
De acordo com uma entrevista com os produtores-chefe do jogo, serão 20 personagens jogáveis, todos já divulgados. Elisabeth Blanctorche aparece em um dos pôsteres promocionais do jogo mas ainda não se deu notícia de sua participação no jogo como personagem selecionável/jogável.
| - Kyo Kusanagi - Goro Daimon - Benimaru Nikaido - Iori Yagami - Ash Crimson - Shen Woo - Duolon - Terry Bogard - Andy Bogard - Joe Higashi - Kim Kaphwan | - Raiden - Leona Heidern - Ralf Jones - Clark Still - Ryo Sakazaki - Robert Garcia - Athena Asamiya - Chin Gentsai - Sie Kensou - Elisabeth Blanctorche (confirmada para os consoles PlayStation 3 e Xbox 360) - Mature (confirmada para os consoles PlayStation 3 e Xbox 360) |